# Achatinidae
Achatinidae es una familia de moluscos gasterópodos que incluye caracoles terrestres gigantes cuya longitud es de alrededor de 12 a 25 centímetros. Son caracoles originarios de África aunque algunos de ellos han logrado expandirse a otras partes del mundo gracias a la acción humana como Lissachatina fulica y Achatina achatina.
Hasta el 2011 se describieron aproximadamente 176 especies y 16 géneros dentro de la familia. Actualmente es posible que haya más de 200 especies.
La especie Lissachatina fulica está incluida en la lista de las especies exóticas invasoras más dañinas del mundo.
Se recomienda no tomarlos ya que la mayoría de estos caracoles son vectores de parásitos y enfermedades.

## Clasificación

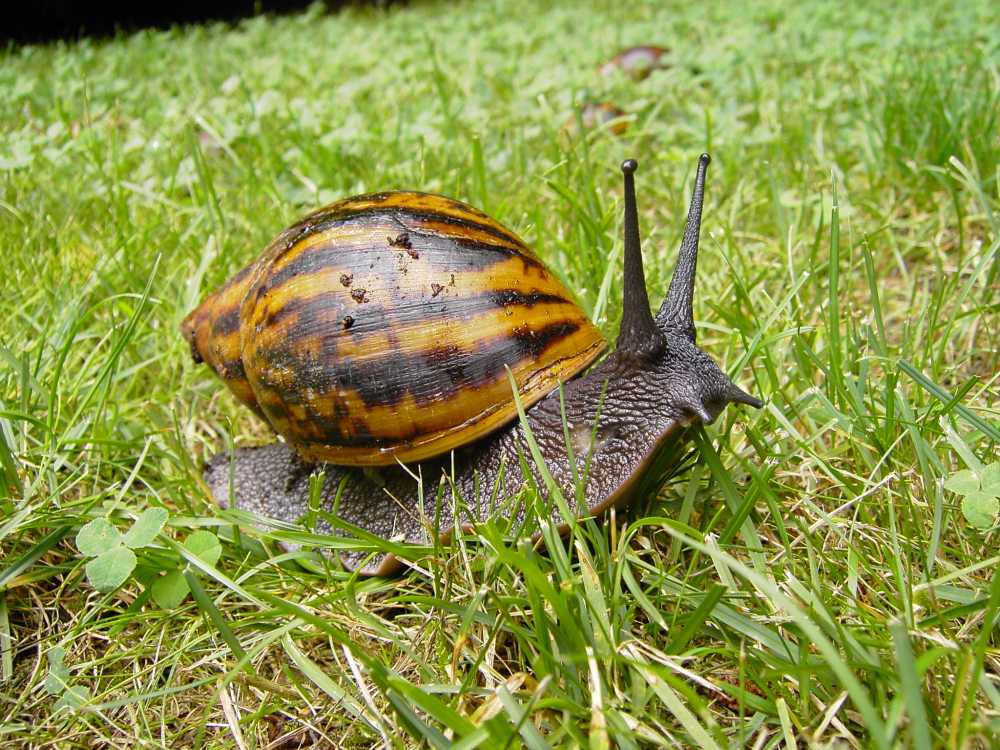
Achatina achatina.

A continuación se muestran las subfamilias, géneros y los autores que los describieron:
- Achatininae
  - Achatina Lamarck, 1799
  - Archachatina Albers, 1850
  - Atopocochlis Crosse & P. Fischer, 1888
  - Bequaertina Mead, 1994
  - Brownisca Mead, 2004
  - Bruggenina Mead, 2004
  - Burtoa Bourguignat, 1889
  - Callistoplepa Ancey, 1888
  - Cochlitoma Férussac, 1821
  - Columna Perry, 1811
  - Leptocala Ancey, 1888
  - Leptocalina Bequaert, 1950
  - Leptocallista Pilsbry, 1904
  - Lignus Gray, 1834
  - Limicolaria Schumacher, 1817
  - Limicolariopsis d'Ailly, 1910
  - Lissachatina (Bequaert, 1950)
  - Metachatina Pilsbry, 1904
  - Pseudachatina Albers, 1850
- Coeliaxinae
  - Coeliaxis H. Adams & Angas, 1865
  - Ischnocion Pilsbry, 1907
  - Neosubulina Smith, 1898
- Cryptelasminae
  - Cryptelasmus Pilsbry, 1907
  - Thomea Girard, 1893
- Glessulinae
  - Glessula Martens, 1860
- Opeatinae
  - Eremopeas Pilsbry, 1906
  - Opeas Albers, 1850
- Petriolinae
  - Bocageia Girard, 1893
  - Ceras Dupuis & Putzeys, 1901
  - Chilonopsis Fischer de Waldheim, 1848
  - Cleostyla Dall, 1896
  - Comoropeas Pilsbry, 1906
  - Dictyoglessula Pilsbry, 1919
  - Homorus Albers, 1850
  - Ischnoglessula Pilsbry, 1919
  - Itiopiana Preston, 1910
  - Kempioconcha Preston, 1913
  - Liobocageia Pilsbry, 1919
  - Mabilliella Ancey, 1886
  - Nothapalinus Connolly, 1923
  - Nothapalus von Martens, 1897
  - Oleata Ortiz de Zarate, 1959
  - Oreohomorus Pilsbry, 1919
  - Petriola Dall, 1905
  - Subuliniscus Pilsbry, 1919
  - Subulona Martens, 1889
- Pyrgininae
  - Pseudobalea Shuttleworth, 1854
  - Pyrgina Greef, 1882
- Rishetiinae
  - Bacillum Theobald, 1840
  - Eutomopeas Pilsbry, 1946
  - Rishetia Godwin-Austen, 1920
  - Tortaxis Pilsbry, 1906
- Rumininae
  - Balfouria Crosse, 1884
  - Krapfiella Preston, 1911
  - Lubricetta Haas, 1928
  - Namibiella Zilch, 1954
  - Riebeckia von Martens, 1883
  - Rumina Risso, 1826
  - Xerocerastus Kobelt & Möllendorff, 1902
- Stenogyrinae
  - Chryserpes Pilsbry, 1906
  - Cupulella Aguayo & Jaume, 1948
  - Dolicholestes Pilsbry, 1906
  - Lyobasis Pilsbry, 1903
  - Neobeliscus Pilsbry, 1896
  - Obeliscus Beck, 1837
  - Ochroderma Ancey, 1885
  - Ochrodermatina Thiele, 1931
  - Ochrodermella Pilsbry, 1907
  - Plicaxis Sykes, 1903
  - Promoussonius Pilsbry, 1906
  - Protobeliscus Pilsbry, 1906
  - Rhodea Adams & Adams, 1855
  - Stenogyra Shuttleworth, 1854
  - Synapterpes Pilsbry, 1896
  - Zoniferella Pilsbry, 1906
- Subulininae
  - Allopeas H. B. Baker, 1935
  - Beckianum Baker, 1961
  - Curvella Chaper, 1885
  - Dysopeas Baker, 1927
  - Euonyma Melvill & Ponsonby, 1896
  - Hypolysia Melvill & Ponsonby, 1901
  - Lamellaxis Strebel & Pfeffer, 1882
  - Leptinaria Beck, 1837
  - Leptopeas Baker, 1927
  - Micropeas Connolly, 1923
  - Neoglessula Pilsbry, 1909
  - Paropeas Pilsbry, 1906
  - Pelatrinia Pilsbry, 1907
  - Prosopeas Mörch, 1876
  - Pseudoglessula Boettger, 1892
  - Pseudopeas Putzeys, 1899
  - Striosubulina Thiele, 1933
  - Subulina Beck, 1837
  - Vegrandinia Salvador, Cunha & Simone, 2013
  - Zootecus Westerlund, 1887
- Thyrophorellinae
  - Thyrophorella Greeff, 1882